# Povestea sovietelor (film)
Povestea sovietelor este un film  documentar realizat în 2008 despre comunismul sovietic și despre relațiile de colaborare intre regimurile nazist (german) și sovietic (rus) înainte de 1941, scris și regizat de Edvins Snore și sponsorizat de grupul politic UEN (național-conservator) din Parlamentul European.

## Prezentare
Filmul prezintă interviuri cu istorici din Occident și Rusia, cum ar fi Norman Davies, Boris Socolov și Françoise Thom, scriitorul rus Victor Suvorov, disidentul sovietic Vladimir Bukovski, membri ai Parlamentului European, precum și cu victime ale terorii sovietice. 
Filmul arată că au existat apropieri filozofice și de doctrină, legături politice și organizatorice între sistemele naziste și sovietice, înainte și la începutul celui de al doilea război mondial.  
Se subliniază egalitatea dintre exterminarea evreilor realizată de germani și epurarea etnică prin înfometare făcută de sovietici, prezintă Pactul Ribbentrop-Molotov, masacrul de la Katyn, colaborarea dintre Gestapo și NKVD (ultimul cu mai multa experiență în exterminarea oponenților regimului la începutul războiului).
"Povestea sovietelor" mai prezintă și deportările în masă sovietice și experimentele medicale din Gulag. 

## Critici
Filmul a stârnit o seama de reacții virulente mai ales în Rusia.

## Festivaluri de film și premii

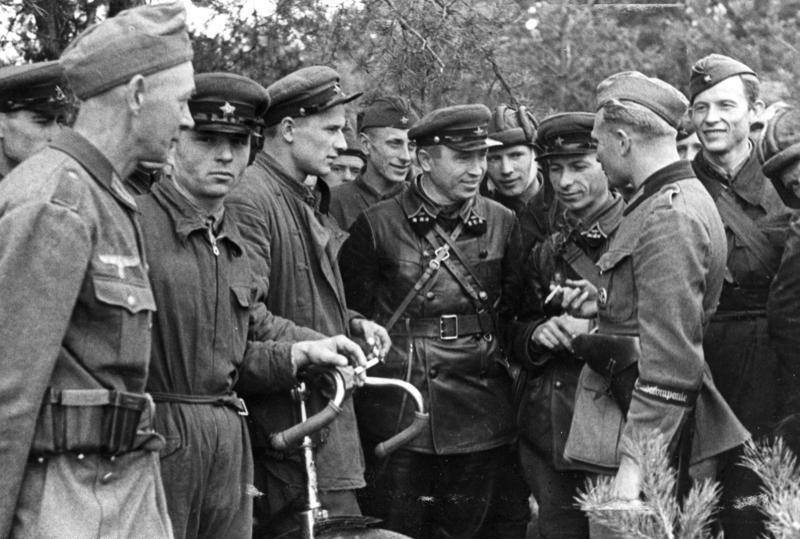
Prietenia sovietico-nazistă din sept. 1939, Polonia

Filmul a fost prezentat la următoarele festivaluri de film:
- 2008 Boston Film Festival, SUA – filmul primește premiul "Mass Impact"(cel mai mare impact asupra publicului)
- 2008 KinoLev Film Festival - Liov, Ucraina
- 2008 Black Nights Film Festival – Talin, Estonia
- 2008 Arsenals Film Festival - Riga, Letonia
- 2008 Promitey Film Festival - Tbilisi, Georgia
- 2008 Baltic Film Festival – Berlin, Germania
- 2009 Sedona International Film Festival – Sedona, Arizona, SUA
- 2009 Mene Tekel festival - Praga, Cehia
- 2009 Politicsonfilm Film Festival - Washington, SUA

În 2009 filmul a fost nominalizat pentru bianualele naționale letone și a câștigat premiul Lielais Kristaps pentru cel mai bun documentar.
În 2008 președintele Letoniei, Valdis Zatlers, a acordat regizorului filmului, Edvins Snore,  Ordinul celor trei stele.
În 2009 Edvins Snore, pentru producerea filmului, a primit Ordinul Estonian al Crucii Terra Mariana.

## Media
- en  Prezentarea filmului "Povestea sovietelor" pe YouTube;
- en  Documentarul leton naște controverse; emisiune la Russia Today. Mulți istorici recunosc sacrificiile Uniunii Sovietice făcute pentru a învinge Germania nazistă în Al Doilea Război Mondial. Cu toate acestea, un film lansat în Letonia  sugerează că Uniunea Sovietică a ajutat într-o prima fază Germania nazistă;
- ru  Alexander Diucov criticând filmul "Povestea sovietelor" ;
- ru  Prezentarea filmului pe YouTube;
- ru  Alexander Diucov luând parte la arderea unei păpuși reprezentând pe regizorul leton Edvins Snore.